# Rickey Brown (cestista 1958)
Rickey Darnell Brown (Madison County, 29 agosto 1958) è un ex cestista statunitense, professionista nella NBA, in Italia e in Spagna.

## Carriera
Venne selezionato dai Golden State Warriors al primo giro del Draft NBA 1980 (13ª scelta assoluta).

## Palmarès
- Campionato spagnolo: 1

Real Madrid: 1992-93
- Copa del Rey: 1

Real Madrid: 1993
- Coppa dei Campioni: 1

Olimpia Milano: 1987-88
- Coppa d'Europa: 1

Real Madrid: 1991-92
- Coppa Intercontinentale: 1

Olimpia Milano: 1987